# Frasera paniculata
Frasera paniculata är en gentianaväxtart som beskrevs av John Torrey. Frasera paniculata ingår i släktet Frasera och familjen gentianaväxter. Inga underarter finns listade i Catalogue of Life.